# بیل باتلر (تدوین‌گر)
بیل باتلر (انگلیسی: Bill Butler;  زاده ۱۹۳۳ – درگذشت ۴ ژوئن ۲۰۱۷) تدوین‌گر اهل بریتانیا بود.
وی تدوین‌گر فیلم‌هایی همچون لمسی از عزت و پرتقال کوکی بوده‌است، باتلر نامزد بهترین تدوین در چهل و چهارمین دوره جوایز اسکار بوده‌است.